# DOCfield
DOCfield Barcelona és un festival per posar en valor la fotografia documental i el fotoperiodisme a Barcelona a través d'exposicions i activitats. Liderada per la Fundació Photographic Social Vision, la primera edició va ser el 2013.
L'edició de 2014 va aplegar una cinquantena d'exposicions. El 2016 va fer una radiografia d'Europa a través de 100 autors i 30 mostres. A més de les exposicions hi va haver tallers familiars, projeccions nocturnes i visites guiades. A l'edició del 2017, que va ser la cinquena, hi va haver alguns canvis. El festival va passar de 50 a 25 exposicions per concentrar els continguts i de celebrar-se a la primavera, a fer-ho a la tardor, en concret del 18 d'octubre al 30 de novembre. Nou de les exposicions formaren una ruta des del Palau Robert al monument a Colom. La resta d'espais foren dispersos, com Can Basté, la Casa Capella, l'Hotel H10, la Nau Bostik o l'Espai de Fotografia Francesc Català-Roca. Entre les temàtiques, destacà la mobilitat humana, el drama dels refugiats o la solitud contemporània. El pressupost va ser de 163.700 euros, la meitat del Banc Sabadell i la resta de la Generalitat de Catalunya i l'Ajuntament de Barcelona. El Banc Sabadell n'és el patrocinador principal.